# Stereum tjibodense
Stereum tjibodense är en svampart som beskrevs av Henn. 1900. Stereum tjibodense ingår i släktet Stereum och familjen Stereaceae.   Inga underarter finns listade i Catalogue of Life.